# دين باريك
دين باريك (بالإنجليزية: Dean Barrick)‏ هو لاعب كرة قدم بريطاني في مركز الدفاع، ولد في 30 سبتمبر 1969 في همسوورث ‏ في المملكة المتحدة. لعب مع بريستون نورث إيند وشيفيلد وينزداي وكامبريدج يونايتد ونادي آير يونايتد ونادي بوري ونادي دونكاستر روفرز ونادي روذرهام يونايتد ونادي هيرفورد.